# Hilyard M. Brown
Hilyard M. Brown (* 16. Februar 1910 in Lincoln, Nebraska; † 12. Oktober 2002 in Los Angeles, Kalifornien) war ein US-amerikanischer Artdirector und Szenenbildner, der bei der Oscarverleihung 1964 den Oscar in der Kategorie Bestes Szenenbild für den Farbfilm Cleopatra (1963) gewann.

## Leben
Brown begann seine Laufbahn als Artdirector und Szenenbildner in der Filmwirtschaft Hollywoods 1934 bei dem Film Kentucky Kernels und wirkte bei der szenischen Ausstattung von neunzig Filmen mit. Bei der Oscarverleihung 1964 gewann er zusammen mit John DeCuir, Jack Martin Smith, Herman A. Blumenthal, Elven Webb, Maurice Pelling, Boris Juraga, Walter M. Scott, Paul S. Fox und Ray Moyer den Oscar für das beste Szenenbild in einem Farbfilm für den Monumentalfilm Cleopatra (1963) von Joseph L. Mankiewicz mit Elizabeth Taylor, Richard Burton und Rex Harrison in den Hauptrollen.

## Filmografie (Auswahl)
- 1934: Kentucky Kernels
- 1945: A Guy, a Gal and a Pal
- 1946: The Undercover Woman
- 1947: The Ghost Goes Wild
- 1947: Der Verbannte (The Exile)
- 1947: Ich kann mein Herz nur einmal verschenken (Northwest Outpost)
- 1948: Abbott und Costello treffen Frankenstein (Abbott and Costello Meet Frankenstein)
- 1949: Auf Leben und Tod (The Fighting O'Flynn)
- 1950: Gefährliche Mission (Wyoming Mail)
- 1951: Die Flamme von Arabien (Flame of Araby)
- 1951: The Raging Tide
- 1953: Feuerkopf von Wyoming (The Redhead from Wyoming)
- 1953: Allen Gefahren zum Trotz (Back To God’s Country)
- 1954: Der Schrecken vom Amazonas (Creature from the Black Lagoon)
- 1955: Die Nacht des Jägers
- 1956: Teufelskommando – Marinekorps „Pantherkatze“ schlägt zu (Hold Back the Night)
- 1957: Die Teufelskurve (The Devil's Hairpin)
- 1958: Der Mann aus dem Westen (Man of the West)
- 1959: Al Capone
- 1959: Disneyland (Fernsehshow)
- 1965: Colonel von Ryans Express (Von Ryan’s Express)
- 1966: Das Mondkalb (Way… Way Out)
- 1977: Minstrel Man (Fernsehfilm)
- 1984: Wet Gold (Fernsehfilm)
- 1986: Mr. and Mrs. Ryan (Fernsehfilm)

## Auszeichnungen
- 1964: Oscar für das beste Szenenbild in einem Farbfilm